# Бацух
Бацух (слч. Bacúch) насељено је мјесто са административним статусом сеоске општине (слч. obec) у округу Брезно, у Банскобистричком крају, Словачка Република.

## Становништво
| Година:    | 1994. | 2004.   | 2014.   | 2024.   |
| ---------- | ----- | ------- | ------- | ------- |
| Број људи: | 1112  | 1030    | 973     | 894     |
| Разлика:   |       | -7,37 % | -5,53 % | -8,11 % |

| Година:    | 2023. | 2024.   |
| ---------- | ----- | ------- |
| Број људи: | 897   | 894     |
| Разлика:   |       | -0,33 % |

Према подацима о броју становника из 2011. године насеље је имало 1.007 становника.